# Michael Dorris
Pour les articles homonymes, voir Dorris.
Michael Anthony Dorris, né le 30 janvier 1945 à Louisville dans le Kentucky et mort le 10 avril 1997 à Concord dans le New Hampshire est un auteur américain issu de la Renaissance amérindienne.

## Biographie
Michael Anthony Dorris est né le 30 janvier 1945 de parents d'origines française, amérindienne modoc et irlandaise. Il grandit au Kentucky, à Tacoma, Washington et dans plusieurs réserves indiennes de la Côte Nord du Pacifique, aux États-Unis.
En 1971, il fut le premier homme célibataire des États-Unis à adopter un enfant. Son fils adoptif, Reynold Abel, avait une maladie due à l'alcoolisme de sa mère biologique pendant la grossesse et Michael se battit pendant des années pour tâcher de comprendre et de combattre ce fléau. Il adopta ensuite deux autres enfants, Jeffrey Sava en 1974 et Madeline Hannal en 1976.
Il rencontra Louise Erdrich au Dartmouth College, où ils enseignaient tous les deux, et ils se marièrent en 1981. Louise adopta les trois enfants de Michael, avant qu'ils n'en aient trois autres, Persia Andromeda, Pallas Antigone et Aza Marion. Louise et Michael contribuèrent réciproquement au travail l'un de l'autre jusque dans les années 1990 et écrivirent ensemble sous le pseudonyme de Milou North. En 1991 Reynold Abel mourut après avoir été renversé par une voiture et en 1995 le couple fut accusé par l'un de leurs fils d'abus sexuels, sans qu'on sache si c'était vrai ou pas. Ils se séparèrent et entamèrent une procédure de divorce peu de temps après. Louise clama que Michael avait été dépressif dès la deuxième année de leur mariage. Peu avant sa mort, des accusations affirmèrent qu'il était possible qu'il eût abusé sexuellement d'une de ses filles, sans qu'aucune preuve ne soit réellement apportée et malgré ses déclarations d'innocence. Il se suicida le 11 avril 1997 par absorption d'un mélange de drogues et d'alcool.